# Гипогенные минералы
Гипоге́нные минера́лы (гипо… и …генез) — минералы, образующиеся в глубинах земной коры. К гипогенным относятся все минералы, кристаллизующиеся при застывании силикатных и сульфидно-окисных магматических расплавов (полевые шпаты, пироксены, оливин, хромит, титаномагнетит и другие), минералы остаточных (пегматитовых) расплавов, богатых газообразными соединениями (слюды, топаз, берилл и другие), минералы контактово-метасоматических процессов (гранаты, везувиан, магнетит, пироксены, шеелит и другие), минералы гидротермальных рудных жил (флюорит, вольфрамит, касситерит, сульфиды железа, меди, свинца, цинка и другие) и минералы вулканических возгонов (сера, нашатырь и другие). Большинство гипогенных минералов на поверхности Земли неустойчиво и под влиянием процессов выветривания разрушается и переходит в гипергенные минералы.